# Hitec
HITEC est une société française créée en 1988 et une marque française, leader dans la conception et la réalisation d’instruments de mesure dans le domaine de l’eau : transmetteurs et contacteurs de niveau, capteurs de pression et afficheurs.
Hitec est une marque coréenne de télécommandes d'aéromodélisme et d'électronique pour les aéronefs radiocommandés.

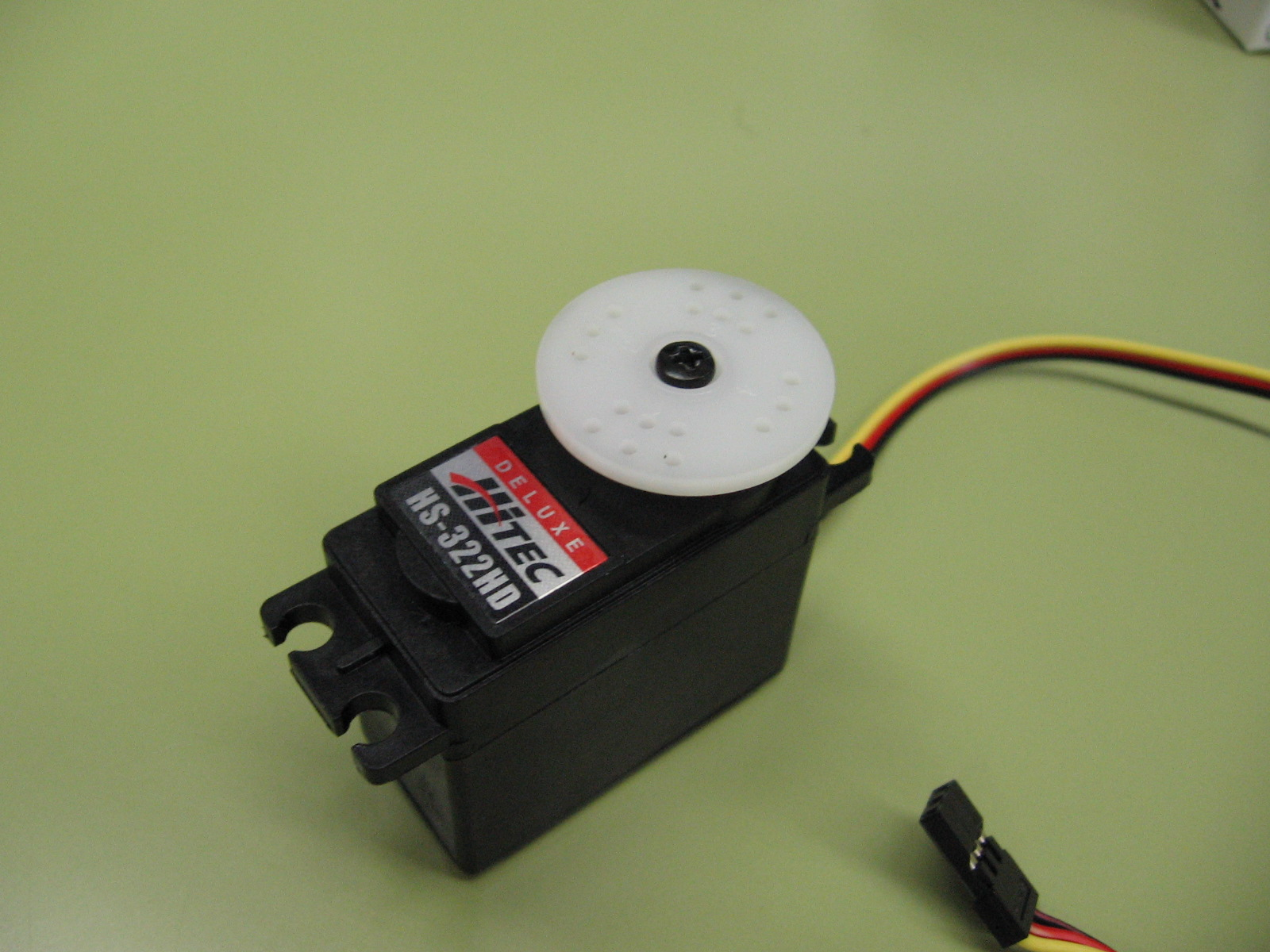
Servomoteur Hitec